# دن پترسکو
دن پترسکو (به رومانیایی: Dan Petrescu) (زاده ۲۲ دسامبر ۱۹۶۷ - بخارست) بازیکن فوتبال اهل رومانی است. وی سابقه عضویت در باشگاه‌های استوا بخارست و چلسی را دارد.
همچنین پترسکو ۹۵ بازی و ۱۲ گل ملی در کارنامه دارد و در جام‌های جهانی ۱۹۹۴ و ۱۹۹۸ حضور داشته‌است.